# Spezielle unitäre Gruppe
Die spezielle unitäre Gruppe {\displaystyle \mathrm {SU} (n)} besteht aus den unitären n×n-Matrizen mit komplexen Einträgen, deren Determinante 1 beträgt. Sie ist eine kompakte, einfache Lie-Gruppe der reellen Dimension {\displaystyle n^{2}-1,} insbesondere auch eine differenzierbare Mannigfaltigkeit.
Ferner ist sie eine Untergruppe der unitären Gruppe {\displaystyle \mathrm {U} (n)} sowie der speziellen linearen Gruppe {\displaystyle \mathrm {SL} (n,\mathbb {C} )}.

## Lie-Algebra
Die zu {\displaystyle \mathrm {SU} (n)} korrespondierende Lie-Algebra {\displaystyle {\mathfrak {su}}(n)} entspricht dem Tangentialraum am Einselement der Gruppe.
Sie besteht aus dem Raum aller schiefhermiteschen Matrizen mit Spur 0.
Die surjektive Abbildung
{\displaystyle f\colon {\mathfrak {su}}(n)\to \mathrm {SU} (n),\quad \quad g\mapsto \exp {g}}
bildet ein Element der Lie-Algebra auf die Gruppe ab.

## Zentrum
Das Zentrum von {\displaystyle \mathrm {SU} (n)} besteht aus allen Vielfachen {\displaystyle \xi E_{n}} der Einheitsmatrix {\displaystyle E_{n}}, die in {\displaystyle \mathrm {SU} (n)} liegen. Da {\displaystyle \det(\xi E_{n})=\xi ^{n}=1}, müssen diese Vielfachen {\displaystyle n}-te Einheitswurzeln sein. Daher ist das Zentrum isomorph zur Restklassengruppe {\displaystyle \mathbb {Z} /n\mathbb {Z} }.

## Bedeutung in der Physik
Die spezielle unitäre Gruppe spielt eine besondere Rolle in der theoretischen Physik, da das derzeitige Standardmodell der Elementarteilchenphysik mehrere {\displaystyle \mathrm {SU} (n)}-Symmetrien aufweist. So ist die interne Symmetriegruppe des Standardmodells durch {\displaystyle \mathrm {SU} (3)\times \mathrm {SU} (2)\times \mathrm {U} (1)} gegeben (wobei sich die drei Faktoren auf unterschiedliche Freiheitsgrade beziehen, nämlich Farbe, Flavour und elektrische Ladung). Darüber hinaus gibt es die näherungsweise gültige {\displaystyle \mathrm {SU} (3)}-Symmetrie zur Klassifikation von Hadronen, die aus den „leichten“ up-, down- und strange-Quarks bestehen (die Massen dieser Quarks werden vernachlässigt, die drei „schweren“ Quarks werden von dieser Gruppe nicht beschrieben).
Ferner ist der kompakte Anteil der speziellen orthochronen Lorentzgruppe isomorph zu {\displaystyle \mathrm {SU} (2)\times \mathrm {SU} (2)}.
Die Gruppe {\displaystyle \mathrm {SU} (2)} ist zugleich die sogenannte Doppelgruppe der gewöhnlichen Drehgruppe {\displaystyle \mathrm {SO} (3)} im dreidimensionalen Raum:

## SU(2) als „Überlagerung“ der Drehgruppe SO(3)
Die SU(2), die Gruppe der „komplexen Drehungen“ des zweidimensionalen komplexen Raumes {\displaystyle \mathbb {C} ^{2}}, mit Hauptanwendungen in der Quantenmechanik (→ Spindrehimpuls), wird von den drei Pauli-Matrizen {\displaystyle \sigma _{i}} erzeugt. Sie ist die zweiblättrige Überlagerungsgruppe der SO(3), der Drehgruppe des dreidimensionalen reellen Raumes {\displaystyle \mathbb {R} ^{3}}, die von den Ortsdrehimpulsen erzeugt wird. Es gilt mit der imaginären Einheit {\displaystyle \mathrm {i} }:
{\displaystyle \mathrm {SU} (2)=\left\{\left.\exp \left(-{\tfrac {\mathrm {i} }{2}}{\vec {\alpha }}\cdot {\vec {\sigma }}\right)\right|{\vec {\alpha }}\in \mathbb {R} ^{3}\right\}} mit reellen Vektorkomponenten {\displaystyle \,\alpha _{1},\,\alpha _{2}} und {\displaystyle \,\alpha _{3}}, den „Drehwinkeln“  ({\displaystyle \,\alpha _{3}} durchläuft beispielsweise das Intervall {\displaystyle [-2\pi ,+2\pi ]}), und mit den in die drei Pauli-Matrizen umgewandelten Basiselementen der Quaternionen, also dem aus den drei 2×2-Pauli-Matrizen gebildeten formalen Drei-Vektor {\displaystyle {\vec {\sigma }}}  (in der Sprache der Physik: „dem doppelten(!) Spindrehimpuls-Operator“). Der Punkt bedeutet das formale Skalarprodukt, {\displaystyle {\vec {\alpha }}\cdot {\vec {\sigma }}=\alpha _{1}\sigma _{1}+\alpha _{2}\sigma _{2}+\alpha _{3}\sigma _{3}\,.} Der scheinbar nur physikalisch motivierte Faktor 1/2 hat mathematisch u. a. zur Folge, dass sich die Spinoren im Gegensatz zu Vektoren nicht schon bei Drehungen um {\displaystyle 2\pi (=360^{\circ })}, sondern erst bei dem doppelten  Wert reproduzieren. Dagegen erhält man die gewöhnliche Drehgruppe im dreidimensionalen reellen Raum, die SO(3), indem man {\displaystyle {\vec {\sigma }}/2} durch den Ortsdrehimpuls-Operator {\displaystyle {\vec {\mathcal {L}}}} ersetzt (ausgedrückt durch Differentialquotienten, z. B. {\displaystyle {\mathcal {L}}_{3}={\tfrac {\partial }{\mathrm {i} \,\partial \varphi }}}). Dabei wurde {\displaystyle \hbar }, die reduzierte Plancksche Konstante, wie üblich durch Eins ersetzt, und {\displaystyle \varphi } ist der Azimutalwinkel (Drehung um die z-Achse). Jetzt reicht die Drehung um 360 o aus, um eine gewöhnliche Funktion – statt eines Spinors – zu reproduzieren.
In analoger Weise wird die SU(3), die Symmetriegruppe der Quantenchromodynamik, von den acht Gell-Mann-Matrizen erzeugt. Die Drehgruppe im {\displaystyle \mathbb {R} ^{4}}, die SO(4), passt in diesem Fall schon aus Dimensionsgründen nicht zur SU(3), sondern es gilt SO(4) = SU(2) × SU(2) (siehe erneut den Artikel Quaternionen).

### Lehrbücher
- Joachim Hilgert, Karl-Hermann Neeb: Lie-Gruppen und Lie-Algebren. Vieweg, Braunschweig u. a. 1999, ISBN 3-528-06432-3.
- Nicolas Bourbaki: Lie Groups and Lie Algebras. Springer, Berlin u. a. 2002, ISBN 3-540-42650-7, Chapters 4–6.
- Theodor Bröcker, Tammo tom Dieck: Representations of Compact Lie Groups (= Graduate Texts in Mathematics. Bd. 98). Corrected 2nd printing. Springer, New York NY u. a. 1995, ISBN 3-540-13678-9.
- Walter Pfeifer: The Lie Algebras su(N). An Introduction. Birkhäuser, Basel u. a. 2003, ISBN 3-7643-2418-X.

### Artikel
- Jonathan L. Rosner: An Introduction to Standard Model Physics. TASI 1987, Scanned version from KEK.
- Erhard Scholz: Introducing Groups into Quantum Theory (1926–1930). arxiv:math.HO/0409571